# Pax Hispànica
La Pax Hispànica (Pau Espanyola en llatí) és el període en el qual l'Imperi Espanyol al dominar gran part d'Europa (1598-1621), va contribuir a estabilitzar el continent després de diversos conflictes amb França, Anglaterra i les Províncies Unides.
La pau es va aconseguir gràcies a diversos tractats:
- 1598: La Pau de Vervins va finalitzar amb les guerres de religió entre Espanya i França.
- 1604: El Tractat de Londres acabà amb la guerra entre Espanya i Anglaterra, permeten als anglesos la colonització de territoris a Amèrica.
- 1609: La Treva dels Dotze Anys entre Espanya i les Províncies Unides.

L'Imperi Espanyol, la nació més poderosa del moment, havia estat en conflicte amb les Províncies Unides des del rei Felip II, ja que els holandesos no l'acceptaven pel seu catolicisme.
El 23 de gener del 1579 les províncies d'Holanda, Zelanda, Utrecht i Groningen van signar l'acord anomenat Unió d'Utrecht per defensar els interessos holandesos de Felip II. Anys després s'hi van unir les restants províncies del nord, principalment calvinistes, fet que va contribuir a la independència i la creació de la República de les Set Províncies Unides.
Després d'aquesta separació, Espanya va mantenir la pau a Europa durant 12 anys.